# ヴィンフリート・シェーファー
ヴィンフリート・シェーファー（Winfried Schäfer、1950年1月10日 - ）は、ドイツ（旧西ドイツ）・マイエン出身の元サッカー選手、サッカー指導者。現アル・ホールSC監督。

## 経歴

### 選手
選手時代はブンデスリーガで403試合に出場し46ゴールを記録した。1970年には異なる2つのクラブでブンデスリーガとDFBポカールの優勝を経験した。

### 監督
1986年から1998年までカールスルーエSCで監督を務め、1993-94シーズンにはUEFAカップ準決勝に導いた。
2001年11月にシェーファーはカメルーン代表監督に任命され、アフリカネイションズカップ2002で優勝に導いた。日本と韓国で共催された2002 FIFAワールドカップでも指揮を執った。
2006年、UAEのアル・アハリ監督に就任。2007年から2009年までは同じUAEのアル・アインFCを指揮した。
2010年6月10日にアゼルバイジャンのFKバクーと2年契約を結んだが、2011年1月17日に双方合意の下に契約を解除した。
2011年6月に3年契約を結んでタイ代表監督に就任。2013年6月4日、シェーファーとタイサッカー協会は双方合意の下に契約を解除し、翌5日にスラヴィシャ・ヨカノヴィッチの後任としてムアントン・ユナイテッドFC暫定監督に就任した。
2013年7月17日、ホンジュラス代表戦敗戦後に辞任したセオドア・ウィットモアの後任としてジャマイカ代表監督に就任。カリビアンカップ2014にてジャマイカを6回目の優勝に導いた。また、2015 CONCACAFゴールドカップでも決勝でメキシコ代表に敗れたものの準優勝に導いた。
2017年10月、イランのエステグラルFC監督に就任。AFCチャンピオンズリーグ2018ではアル・アインFC、アル・ラーヤンSC、アル・ヒラルSFCと同組となったグループDを無敗で首位通過し、2018年5月3日にはハズフィー・カップで7回目の優勝を果たした。2018-19シーズン終盤の2019年4月29日に解任され、アシスタントコーチを務めていたファルハード・マジーディーが監督代行となった。
2019年7月6日、UAEのバニーヤースSC監督に就任。2019-20シーズンのUAEプレジデントカップで準決勝進出に導いた。
2021年1月、カタールのアル・ホールSC監督に就任。入れ替え戦でアル・シャハーニーヤSCを3-1で下して残留に導いた。

## タイトル

### 選手
ボルシアMG
- ブンデスリーガ ： 1969-70
- UEFAカップ ： 1978-79

キッカーズ・オッフェンバッハ
- DFBポカール ： 1969-70

### 監督
カールスルーエ
- 2. ブンデスリーガ (ドイツサッカー) 2位 ： 1986-87
- DFBポカール 準優勝 ： 1995-96
- UEFAインタートトカップ ： 1996

カメルーン代表
- アフリカネイションズカップ ： 2002
- FIFAコンフェデレーションズカップ 準優勝 ： 2003

アル・アハリ
- UAEフットボールリーグ ： 2005-06

アル・アイン
- UAEプレジデントカップ ： 2008-09
- アラビアン・ガルフ・カップ（英語版） ： 2008-09
- アラビアン・ガルフ・スーパーカップ（英語版） ： 2009

タイ代表
- AFFスズキカップ 準優勝 ： 2012

ジャマイカ代表
- カリビアンカップ ： 2014
- CONCACAFゴールドカップ 準優勝 ： 2015

エステグラル
- ハズフィー・カップ ： 2017-18

## 監督成績
2021年5月4日現在
| クラブ                   | 就任           | 退任           | 記録 | 記録 | 記録 | 記録 | 記録   |
| クラブ                   | 就任           | 退任           | 試   | 勝   | 分   | 敗   | 勝率 % |
| ------------------------ | -------------- | -------------- | ---- | ---- | ---- | ---- | ------ |
| カールスルーエ           | 1986年7月1日   | 1998年3月25日  | 499  | 199  | 143  | 157  | 039.88 |
| シュトゥットガルト       | 1998年7月1日   | 1998年12月4日  | 26   | 10   | 6    | 10   | 038.46 |
| TBベルリン               | 1999年3月24日  | 2000年6月30日  | 47   | 14   | 14   | 19   | 029.79 |
| カメルーン代表           | 2002年3月1日   | 2004年11月2日  | 30   | 14   | 10   | 6    | 046.67 |
| アル・アハリ             | 2005年3月6日   | 2007年12月27日 | 42   | 23   | 6    | 13   | 054.76 |
| アル・アイン             | 2007年12月27日 | 2009年12月2日  | 65   | 39   | 16   | 10   | 060.00 |
| バクー                   | 2010年7月1日   | 2011年1月10日  | 23   | 10   | 6    | 7    | 043.48 |
| タイ代表                 | 2011年7月2日   | 2013年6月4日   | 27   | 13   | 6    | 8    | 048.15 |
| ムアントン・ユナイテッド | 2013年7月7日   | 2013年7月15日  | 6    | 5    | 0    | 1    | 083.33 |
| ジャマイカ代表           | 2013年7月17日  | 2016年9月6日   | 41   | 14   | 7    | 20   | 034.15 |
| エステグラル             | 2017年10月2日  | 2019年4月29日  | 70   | 37   | 20   | 13   | 052.86 |
| バニーヤース             | 2019年7月8日   | 2020年6月1日   | 29   | 10   | 7    | 12   | 034.48 |
| アル・ホール             | 2021年1月28日  | 在任中         | 11   | 3    | 4    | 4    | 027.27 |
| 合計                     | 合計           | 合計           | 916  | 391  | 245  | 280  | 042.69 |